# Сире-ле-Понтайе
Сире́-ле-Понтайе́ (фр. Cirey-lès-Pontailler) — коммуна во Франции, находится в регионе Бургундия. Департамент коммуны — Кот-д’Ор. Входит в состав кантона Понтайе-сюр-Сон. Округ коммуны — Дижон.
Код INSEE коммуны — 21175.

## Население
Население коммуны на 2010 год составляло 137 человек.
| 1962 | 1968 | 1975 | 1982 | 1990 | 1999 | 2010 |
| ---- | ---- | ---- | ---- | ---- | ---- | ---- |
| 93   | 76   | 66   | 65   | 93   | 115  | 137  |

## Экономика
В 2010 году среди 88 человек трудоспособного возраста (15—64 лет) 67 были экономически активными, 21 — неактивными (показатель активности — 76,1 %, в 1999 году было 69,3 %). Из 67 активных жителей работали 61 человек (32 мужчины и 29 женщин), безработных было 6 (4 мужчины и 2 женщины). Среди 21 неактивных 6 человек были учениками или студентами, 5 — пенсионерами, 10 были неактивными по другим причинам.